# Distribución de válvulas variable

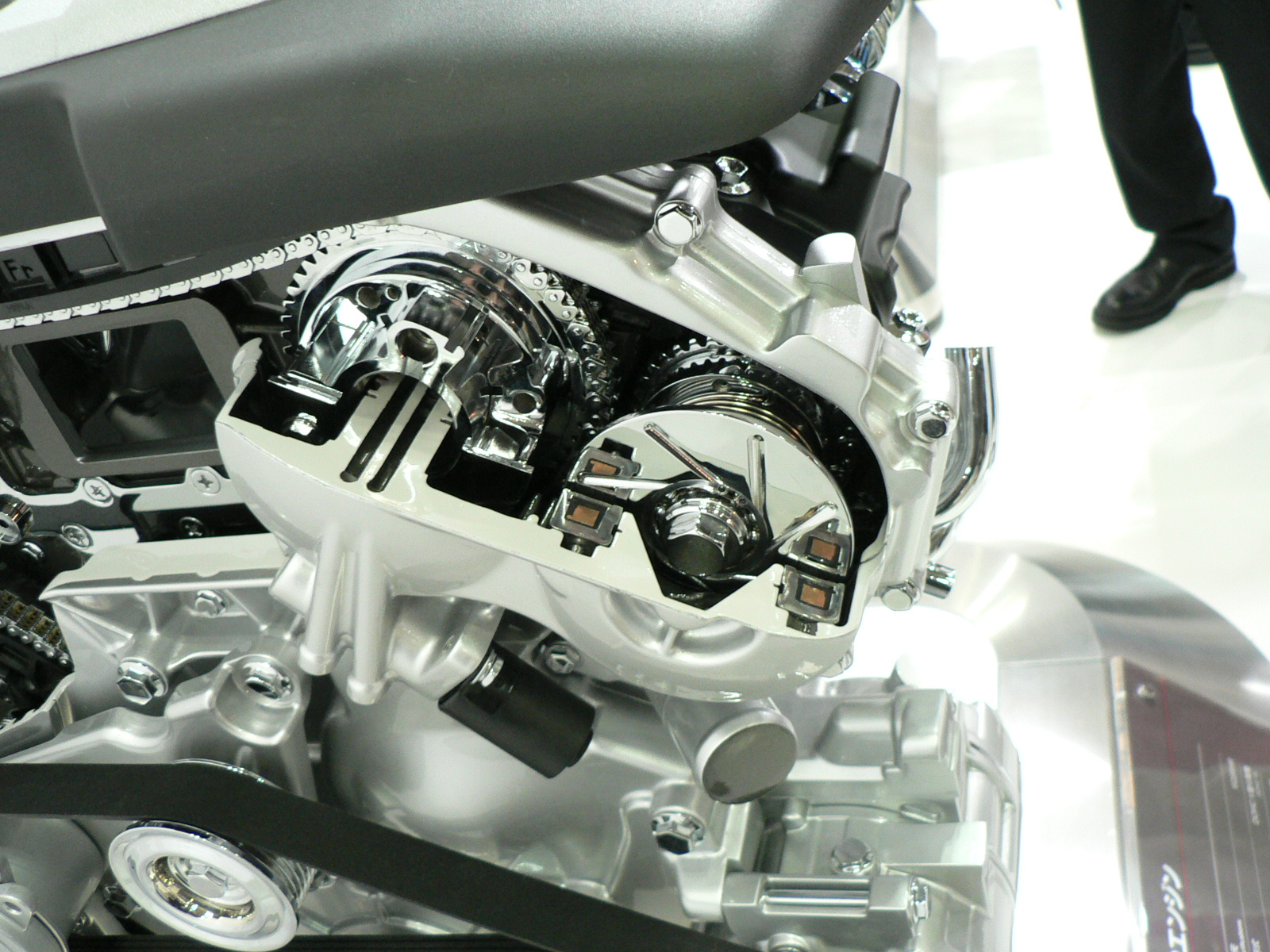
Distribución variable de un motor Nissan VQ35HR

La distribución de válvulas variable es un sistema que hace variar el tiempo de apertura y cierre de las válvulas de admisión de aire o escape de gases en un motor de combustión interna, especialmente de ciclo Otto (aunque también se ha estudiado recientemente su uso en motores con ciclo diesel), en función de las condiciones de régimen y de carga motor con objeto de optimizar el proceso de renovación de la carga. El objetivo final es mejorar el rendimiento volumétrico en todas las circunstancias, sin recurrir a dispositivos de sobrealimentación.

## Funcionamiento

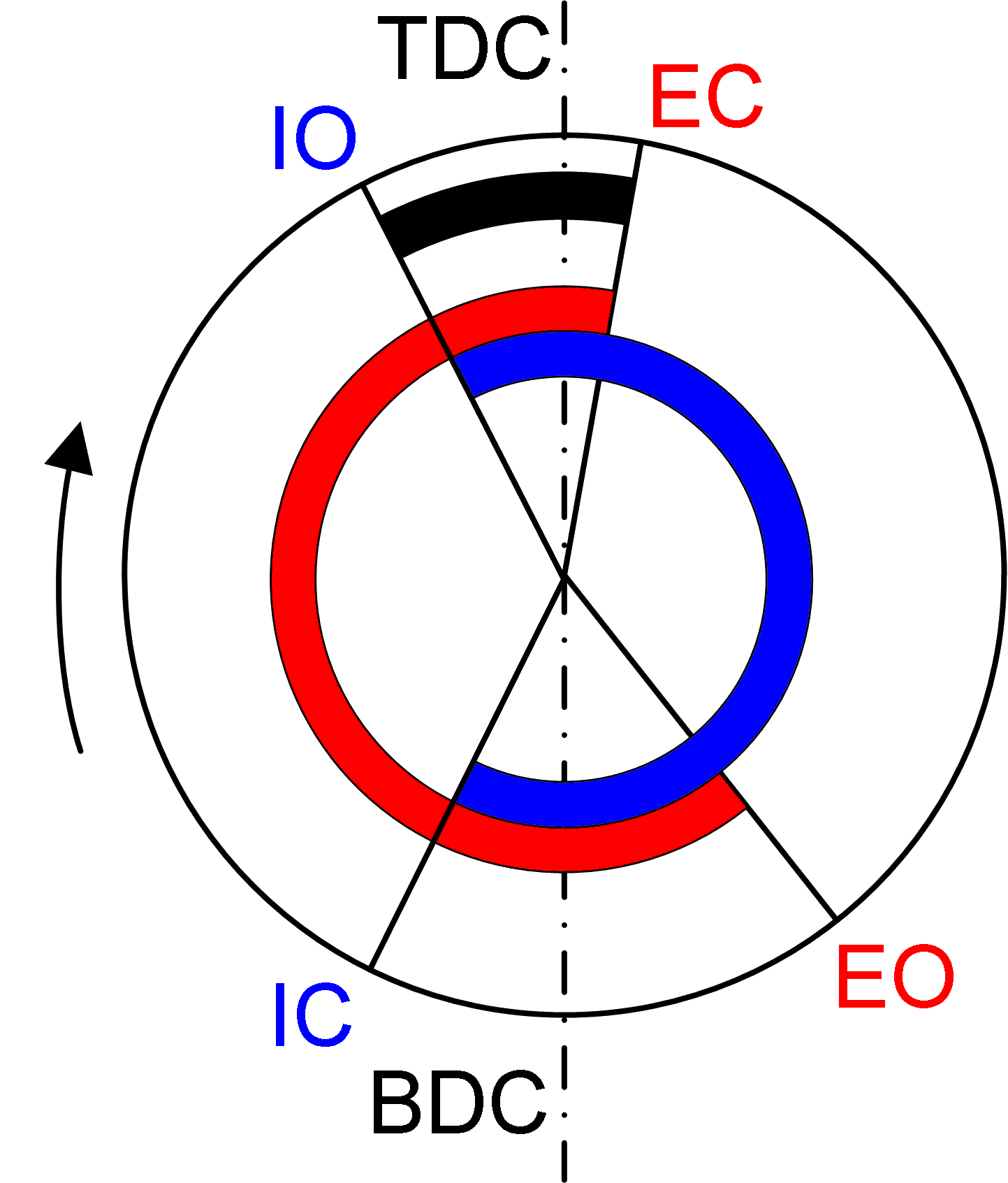
Diagrama de distribución de un 4T ciclo Otto:IO apertura admisión, EC cierre escape, IC cierre admisión, EO apertura escape

La proporción de la mezcla aire/combustible que realmente entra comparada con la que podría entrar, depende del tiempo disponible en el ciclo de abrir y cerrar las válvulas de admisión y escape. Con el objeto de dinamizar este proceso, hay un momento (ver diagrama) en que las dos o cuatro válvulas están abiertas a la vez, es lo que se denomina "cruce de válvulas".
Las válvulas dentro de un motor de combustión interna se utilizan para controlar el flujo de la admisión y los gases de escape dentro y fuera de la cámara de combustión.  El tiempo, la duración y la elevación del ciclo de abrir y cerrar de la válvula tiene un impacto significativo en el rendimiento del motor. Sin sincronización variable de válvulas o elevación de válvulas variable, la sincronización ha de ser la misma para todas las velocidades y las condiciones del motor.
Un motor equipado con un sistema de sincronización variable de válvulas se libera de esta restricción, lo que permite que se mejore el rendimiento en el rango de funcionamiento del motor.
En las zonas de bajas revoluciones, un cruce reducido favorece un ralentí estable y unas emisiones bajas. En altas revoluciones, el poco tiempo disponible requiere un mayor cruce, especialmente con elevada carga motor. Hasta hace pocos años, se calculaba el diagrama de distribución para obtener un compromiso entre las dos situaciones.
Al modificarse el tiempo de descarga o salida entre el cierre de las válvulas de escape y la apertura de las de admisión, varía el llenado de mezcla aire/combustible , obteniendo lo mejor de las dos situaciones en el comportamiento del motor para que sea óptima la combustión, dando por resultado un mayor aprovechamiento del combustible, emisiones de escape más limpias y máximo par motor.
El sistema VVT-i tiene la ventaja de ofrecer una distribución por válvulas continuamente variable (no escalonada) y permite que la unidad de control de motor (ECU) especifique la distribución óptima de acuerdo a las condiciones de manejo. La combustión más completa a mayor temperatura significa que se producirán menos emisiones de óxido nítrico. Con el VVT-i a menores velocidades del motor se produce un reciclaje del combustible sin quemar, lo que reduce los hidrocarburos no quemados. Esto da como resultado un mejor consumo de combustible. 
Este sistema utiliza la presión hidráulica para modificar la posición del árbol de levas de las válvulas de admisión en relación con el cigüeñal del motor. La posición del árbol de levas puede avanzarse o retrasarse en 60° de ángulo del cigüeñal.